# 袁氏别墅
袁氏别墅，位于北京市石景山区八大处公园，现为石景山区普查登记文物，类别为近现代建筑。

## 历史
袁氏别墅位于八大处证果寺，是袁涤庵1934年创建。袁涤庵是中华民国时期知名的实业家，曾经经营北票煤矿。
1931年九一八事变后，袁涤庵拒绝同日本人合作，关闭北票矿区，隐居八大处，和证果寺方丈觉平为友，乃出资修缮证果寺，修饰了“招止亭”，还修筑了山路。觉平方丈为答谢，将证果寺东山坡的一处庙产赠给袁涤庵，袁涤庵在此创建了袁氏别墅。证果寺招止亭的袁涤庵《秘魔崖招止亭记》记载，“辟畦数亩，植松桃数千，携全家栖息。”袁氏别墅里有路通往证果寺方丈房，可见袁涤庵与觉平方丈的密切关系。
《西山名胜记》记载：“袁氏别墅为某煤矿经理袁悌（涤）庵之别墅。在秘魔岩之东南，内与庙相通，地势颇高，饶有丘壑之趣。”“房为西式建筑，陈设均佳，花木甚盛，东边山顶有一亭，可以望远。前为花房，一切布置均极适当，洵名园也。袁君爱护名胜，对于点缀山景，亦不遗余力。去年在秘魔岩前东山坡，种山桃千株，数年后成为桃林，早春花开满山。‘七七’事变后，袁家移居城内丰盛胡同2号。抗日战争胜利后，袁家在袁氏别墅时有小住。定入画境。今年又种松数千，更增景色。”
1949年后，八大处公园征用了袁氏别墅。后来袁氏别墅被中国作家协会借用，夏衍曾来此避暑写作。后来，空军文工团也曾在此住过。

## 建筑
袁氏别墅占地面积1200平方米。主体建筑是一幢西式房屋，面积250平方米，四面坡屋顶，红墙灰瓦，保存完整。房前有一株雄性黄连木，高20多米，是八大处公园内的“黄连木二王”。袁氏别墅还有南门楼、门房、保姆房间。向东走数十米北拐，过一处大房基，有袁涤庵创建的“石榻洞”，洞内有石榻，为袁涤庵的午休之所。洞口石额上阴刻有“石榻洞”三个字，上款为“丙子夏日”，下款为“剡溪老人题”，都是袁涤庵的墨宝。该洞到21世纪初已经坍塌，石额落地。